# Barcelonacentrisme
Barcelonacentrisme és una actitud egocèntrica que descriu, estudia i avalua qualsevol fenomen des de l'òptica de la capital urbana o de la zona metropolitana de Barcelona, de la terra i la parla del català central. És la variant catalana del madridocentrisme espanyol. És una actitud que es pot resumir com «Si no passa a Barcelona, difícilment és notícia». S'expressa per exemple en el fet que el Mobile World Congress es fa a La Fira de Barcelona, tot i situar-se tècnicament a l’Hospitalet de Llobregat. Certs autors consideren el barcelonacentrisme com «un dels mals endèmics de Catalunya». El metropolitanisme barceloní es nota en la política per a les zones rurals, i les decisions polítiques que es prenen a oficis urbans, sense gaire coneixement de la realitat rural. És un biaix que prepondera en la descripció històrica del nacionalisme català, al qual pocs historiadors resisteixen. «Barceloncentrisme impedeix sovint mirar enllà dels límits del municipi de la capital»
| «                     | Ara que tant es parla de fer un país nou, és un moment ideal per preguntar-nos periodistes i mitjans (privats i públics) què fer per evitar la manca de pluralitat territorial. Ens podem permetre que la immensa majoria de la població no senti representat el seu territori als mitjans? Ens conformarem a tenir un país nou on només la capital tingui una presència mediàtica rellevant? | » |
| — Josep Gimeno (2014) | |   |

| «                                      | Catalunya és barcelonacentrista, tampoc hi ha més misteri. | » |
| — Francesc Canosa (2021), El Punt Avui |                                                            |   |

| «                                    | Si plou o neva de manera intensa a Borrassà, per exemple, això mereix ser dit i sabut a la resta del territori català encara que no plogui ni nevi a Barcelona. | » |
| — Ferran Roquer (2021), Revista Crae | |   |